# Käbschütztal
Käbschütztal je obec v německé spolkové zemi Sasko. Nachází se v zemském okrese Míšeň a má přibližně 2 800 obyvatel.

## Historie
Obec s názvem Käbschütztal vznikla v roce 1994 spojením do té doby samostatných menších obcí Jahna-Löthain, Krögis a Planitz-Deila. Název Käbschütztal nenese žádná z místních částí a znamená údolí (das Tal) potoka Käbschützbach.

## Přírodní poměry
Území obce Käbschütztal se rozkládá západně a jihozápadně od okresního města Míšeň v Míšeňské pahorkatině nad údolími řeky Triebisch a potoka Ketzerbach a na severovýchodě téměř zasahuje k Labi. Krajina je málo lesnatá, zemědělsky využívaná. Obec není napojena na železnici.

## Správní členění
Wülknitz se dělí na 35 místních částí:
- Barnitz
- Canitz
- Deila
- Gasern
- Großkagen
- Görna
- Kaisitz
- Kleinkagen
- Kleinprausitz
- Krögis
- Käbschütz
- Leutewitz
- Luga
- Löbschütz
- Löthain
- Mauna
- Mehren
- Mohlis
- Neumohlis
- Niederjahna
- Niederstößwitz
- Nimtitz
- Nössige
- Oberjahna
- Planitz
- Porschnitz
- Priesa
- Pröda
- Schletta
- Schönnewitz
- Sieglitz
- Soppen
- Sornitz
- Stroischen
- Tronitz

## Pamětihodnosti
- vodní zámek Sornitz
- zámek Niederjahna
- kostel v Planitz
- štola v Mehrenu